# Wiązka styczna

(Góra) Wiązka styczna do okręgu – zbiór wszystkich stycznych do okręgu. (Dół) Fakt, że styczne traktuje się jako niezależne elementy pokazano na rysunku u dołu poprzez obrócenie stycznych tak, by nie przecinały się (de facto styczne w wiązce pozostają bez zmian kierunku).

Wiązka styczna {\displaystyle \mathrm {T} M} do rozmaitości różniczkowej {\displaystyle M} – zbiór wszystkich przestrzeni stycznych {\displaystyle \mathrm {T} _{x}M} do poszczególnych punktów {\displaystyle x} rozmaitości.

## Topologia wiązki stycznej
Wiązka styczna posiada naturalną topologię: jeżeli rozmaitość jest klasy {\displaystyle \mathbb {C} ^{k},} {\displaystyle k\geqslant 1,} to wraz z topologią wiązek stycznych tworzy rozmaitość topologiczną klasy {\displaystyle \mathbb {C} ^{k-1}.}

## Elementy wiązki stycznej
Niech {\displaystyle \mathrm {T} _{x}M} oznacza przestrzeń styczną do {\displaystyle M} w punkcie {\displaystyle x\in M,} a {\displaystyle v} – wektor styczny do {\displaystyle M} w punkcie {\displaystyle x,} {\displaystyle v\in \mathrm {T} _{x}M.} Wtedy:
Elementami wiązki stycznej {\displaystyle \mathrm {T} M} są pary {\displaystyle (x,v).}

## Przykład
Jeżeli rozmaitością {\displaystyle M} jest krzywa (np. okręgiem, parabolą itp.), to:
- przestrzeń styczna {\displaystyle \mathrm {T} _{x_{1}}M} – to prosta styczna do krzywej w punkcie {\displaystyle x_{1},}
- przestrzeń styczna {\displaystyle \mathrm {T} _{x_{2}}M} – to prosta styczna do krzywej w punkcie {\displaystyle x_{2},}
- itd.

Zbiór wszystkich prostych, stycznych do krzywej w poszczególnych jej punktach, razem z tymi punktami, tworzy wiązkę styczną danej krzywej {\displaystyle M.}
Jeżeli krzywa {\displaystyle M} jest krzywą opisaną równaniami klasy {\displaystyle \mathbb {C} ^{1},} to wiązka styczna jest rozmaitością topologiczną klasy {\displaystyle \mathbb {C} ^{0}.}